# 바이오리듬
바이오리듬(영어: biorhythm)은 인체에 신체, 감성, 지성의 세가지 주기가 있으며 이 세가지 주기가 생년월일의 입력에 따라 어떤 패턴으로 나타나고 이 패턴의 조합에 따라 능력이나 활동 효율에 차이가 있다는 주장이다. 신체(physical cycle)는 23일, 감성(emotional cycle)은 28일 그리고 지성(intellectual cycle)은 33일을 주기로 한다. 원래는 19세기에 빌헬름 플리스라는 이비인후과 의사가 열병의 발생을 연구하면서 인체에 23일과 28일 주기가 있다는 주장을 하였고 알프레드 텔쳐가 그의 학생들을 연구하여 지성의 33일 주기설을 주장하였다.
그러나 바이오리듬은 한날에 태어난 모든 사람을 같은 리듬으로 보고 주기가 일정하다고 가정하며 입증하는 자료로서 제시하는 내용이 일화적이며 숫자에 관련된 신비주의의 영향을 받는 등 과학으로 보기에 대단히 미흡하다. 그래서 현재 바이오리듬은 과학적 이론이라기보다는 의사 과학으로 일종의 점이며, 사이비 과학이라고 보고 있다.

## 계산
바이오리듬을 계산하기 위해서는 생년월일로부터 알고자 하는 날까지 총 살아온 날을 세어야만 한다.
이 생존일수를 {\displaystyle t}라고 할 때 각각의 주기 그래프는 사인그래프로 그릴 수 있다.
- 신체: {\displaystyle \sin(2\pi t/23)}
- 감성: {\displaystyle \sin(2\pi t/28)}
- 지성: {\displaystyle \sin(2\pi t/33)}

이 계산에 의하면, 탄생일의 바이오리듬으로 돌아가는 데 걸리는 기간은 21,252일이다. 태어난 날로부터 58년 2개월 9일(윤년이 14회 돌아온다고 가정했을 때)이 지나면 탄생일의 바이오리듬으로 되돌아간다.
잘 알려진 위 3가지 리듬 외에도 지각력 리듬이 있다.
- 지각: {\displaystyle \sin(2\pi t/38)}

### 판정
각 지수가 양(+)인 기간을 고조기라고 하며, 음(−)인 기간을 저조기라고 한다. 또한, 고조기와 저조기의 다리 역할을 하는 날(지수가 0이 된 날 또는 양이었던 지수가 내려가 음이 된 첫 날)을 위험일이라고 한다.

## 관련 발명
- U.S. Patent 4,960,980 - Bioclock calculating device for human body[깨진 링크(과거 내용 찾기)]
- U.S. Patent 4,625,732 - Apparatus for measuring the actual psychophysiological condition[깨진 링크(과거 내용 찾기)]
- U.S. Patent 4,551,620 - Biorhythms analog computer-calendar [깨진 링크(과거 내용 찾기)]
- U.S. Patent 4,465,077 - Apparatus and method of determining fertility status [깨진 링크(과거 내용 찾기)]
- U.S. Patent 4,184,202 - Biorhythm computer [깨진 링크(과거 내용 찾기)]
- U.S. Patent 4,101,962 - Electronic calculator for determining biorhythm data [깨진 링크(과거 내용 찾기)]

## 관련 서적

### 한국어 서적
- 바이오리듬, L.쿠피리야노비치 지음, 한마음사, 1998년, ISBN(13) : 9788978000505
- 바이오리듬의 규명과 응용, 한상진 지음, 아카데미 서적, 1997년, ISBN : 5000056748
- 바이오리듬, 채범석 지음, 크라운 출판사, 1995년, ISBN(13) : 9788940662922
- 바이오리듬:인간을 지배하는 세가지 생체리듬, 박은숙 엮음, 김영사, 1984년, ISBN : 5000056758

### 영문 서적
- Bartel, Pauline C., "Biorhythm : discovering your natural ups and downs", An Impact book. ISBN 0-531-01355-3
- Bentley, Evie, "Awareness : biorhythms, sleep, and dreaming". ISBN 0-415-18872-5
- Crawley, Jacyntha, The Biorhythm Kit, UK: ISBN 1-85906-032-3, London Biorhythm Company Limited.
- Edlund, Matthew. "Psychological time and mental illness". 1987. ISBN 0-89876-122-0
- Evans, James R., (ed.) and Manfred Clynes (ed.), "Rhythm in psychological, linguistic, and musical processes". ISBN 0-398-05235-2
- Hodgkins, Zerrin "Biomatch Z". 1998. ISBN 0-9531983-0-8
- Lapointe, Fernand, "Biorythmie : comment prâevoir vos bons et mauvais jours". ISBN 0-88566-029-3
- Roche, James, "Biorhythms at your fingertips". ISBN 0-7137-1562-6
- Thommen, George S., "Is This Your Day". 1973. ISBN 0-517-00742-8
- Debarbieux, Patrick, "l'ABC des biorythmes". 1999. ISBN 2-7339-0615-1

## 비판
- 딴지일보 폭로 바이오리듬, 아직도 구라까고 다니니? [깨진 링크(과거 내용 찾기)]
- Gardner, Martin. "Science: Good, Bad and Bogus", Fliess, Freud, and Biorhythm. . CH. 11. Prometheus Books, Buffalo, N.Y. 1981. ISBN 0-87975-573-3
- Hines, Terence M., Reprinted from: Psychological Reports, August 1998, "A comprehensive review of biorhythm theory". Psychology Department, Pace University
- Skeptic's Dictionary entry

## 같이 보기
- 생체시계 (노화)(en:Biological clock (aging), 바이오클락)
- 활동일주기
- 후성유전학
- 의사과학